# 朝鲜少数民族
虽然朝鲜的民族和语言结构单一，但朝鲜也存在一些少数民族，包括遣返的韩国人群体、小型宗教团体，以及来自邻国中国和日本的移民。
历史上，女真人后裔的宰嘉城族群直到 20 世纪 60 年代还在僧侣戒律下居住在自己的村庄里。这些僧侣社区被视为反社会主义者，宰嘉城人被同化于朝鲜族。还有被称为华侨的华裔社区，由于移民到中国而日渐衰落。20 世纪 80 年代，居住在朝鲜的中国人享有出国旅游的特权，而今天，他们中的许多人已经永久移居中国。朝鲜的日本人社区来源多样。曾在苏联的日本战俘、遣返的在日朝鲜人的日本配偶、叛逃的日本赤军成员以及被朝鲜绑架的日本人都生活在朝鲜。朝鲜境内有少量印度裔和美裔居民。该国境内存在天道教、佛教和基督教等宗教团体。天道教信徒还被描绘成19世纪东学农民革命的化身，其下属的天道教青友党是一个与执政的朝鲜劳动党密切合作的小党派。许多社区由已返回朝鲜半岛的朝鲜族人组成。大约有 5 万到 7 万居住在中国的朝鲜族人在毛泽东大跃进和文化大革命期间镇压少数民族后饥荒移居朝鲜。大量难民的涌入迫使朝鲜政府修建难民营来安置这些移民。10 万到 15 万以前居住在日本的朝鲜族人及其后代组成了朝鲜的在日朝鲜人遣返社区。他们于 1959 年至 1980 年间遣返。在 1960 年代和 1970 年代，他们保持了在日本居住期间的富裕生活，但他们的财富在1990 年代的朝鲜饥荒中被消耗殆尽。他们的社区仍然紧密相连，婚姻大多来自群体内部，与朝鲜社会的其他部分隔绝。苏联是海外朝鲜族人数最多的国家之一，但目前只有不到 10,000 名朝鲜族人返回朝鲜，并融入了朝鲜社会。

## 少数民族

### 宰嘉城人
主条目：宰嘉承
更多信息：朝鲜的宗教
宰嘉承人是居住在朝鲜半岛的女真人后裔。历史上，他们组成了由已婚僧侣组成的村落。他们生产燕麦纸，并用其代替税金。这些地方社群在殖民时期幸存下来，并未受到来自外界的巨大压力。他们的村庄从 18 世纪他们的后代从中国移居到朝鲜后，就一直存在于朝鲜。近代以来，宰嘉城人已被朝鲜民族同化。 [ 僧的寺院身份被视为反社会主义，这些村庄已不复存在。

### 在朝鲜的华人
更多信息：在韩华人
在朝鲜，华侨华人群体（当地称为“华侨”）正在逐渐减少。华侨华人群体的衰落是由于人们为了寻求更好的生活和教育而移居中国。在韩国的华侨华人群体中也出现了类似的趋势。20世纪80年代，中国人在朝鲜享有独特的特权，可以自由出国访问。

### 在朝鲜的日本人
主条目：朝鲜的日本人
更多信息：日本统治下的朝鲜§日本移民和土地所有权
在苏联的日本战俘随同其在日朝鲜配偶回国的日本人 、日本赤军成员等脱北者以及被绑架者，在朝鲜组成了一个小型日本人群体。1997年，少数日裔妻子获准返回日本。

### 小族裔社区
在朝鲜有小规模的美国人和印度人社区。 目前有 200 名西方人生活在朝鲜，每年有 5,000 名西方人访问朝鲜。

## 朝鲜的遣返群体

### 俄罗斯-朝鲜族
更多信息：萨哈林朝鲜人、高丽-saram和高丽-mar
尽管苏联拥有世界上最大的朝鲜族少数民族之一，但只有不到1万名俄裔朝鲜族人移居朝鲜。大多数返回朝鲜的俄裔朝鲜族人来自萨哈林岛，他们在日本殖民朝鲜时期移居到那里。俄裔朝鲜族人大多已被同化，在现代朝鲜并未形成一个独立的民族。

### 华裔韩国人
更多信息：朝鲜族和延边朝鲜族自治州
19 世纪末，中国的朝鲜族群体不断壮大。1945 年，中国的朝鲜族人数已达 200 万。20 世纪 50 年代末到 60 年代，数以万计的朝鲜族人移居朝鲜。据信有 5 万到 7 万人移居到了朝鲜。然而，没有官方公布的统计数据可以证实这些数字。20 世纪 50 年代末的大跃进导致了经济困难和饥荒。相比之下，当时的朝鲜经济表现良好。虽然移民最初是合法的，但在 1958 年后被禁止。文化大革命以及随之而来的对朝鲜知识分子的迫害导致他们逃往朝鲜。朝鲜政府不得不为大量逃离中国的华裔朝鲜族难民建立两三个难民营。自 20 世纪 60 年代以来，朝鲜出现了华裔朝鲜族学校，但这些学校很少教授汉语。

### 日韩人
更多信息：Zainichi 韩国人和Zainichi韩国语
日裔朝鲜人是1959年至1980年间从日本遣返朝鲜人士的后裔。当时约有9.4万人移居朝鲜。截至2013年，他们的人数在10万至15万之间。他们与朝鲜主流社会隔绝。然而，在20世纪60年代和70年代，他们比普通朝鲜人富裕得多。据传闻，日裔朝鲜人主要通过内部通婚。朝鲜饥荒之后，这个群体失去了大部分富裕，但他们仍然是朝鲜社会中一个独立的群体。

## 宗教少数群体
主条目：朝鲜宗教
朝鲜没有明显的宗教多数。有人认为朝鲜大多数人没有宗教信仰。然而，这些数字并不可靠。政府允许人们信奉宗教，但宗教信仰必须服务于官方的主体思想。例如，政府允许天道教青友党存在，以便声称其代表了19世纪东学农民革命的理想。允许各种宗教组织存在，是为了营造宗教自由的假象。官方意识形态本身也可以被定义为宗教。 基督教和其他宗教少数群体遭受迫害。

## 朝鲜少数民族权利
在朝鲜，宗教少数派的权利非常有限，因为他们在庞大的人口中只占很小一部分，因此通常不为人所知。那里的许多人生活低调，隐藏着自己的民族身份。